# Zineb Jammeh

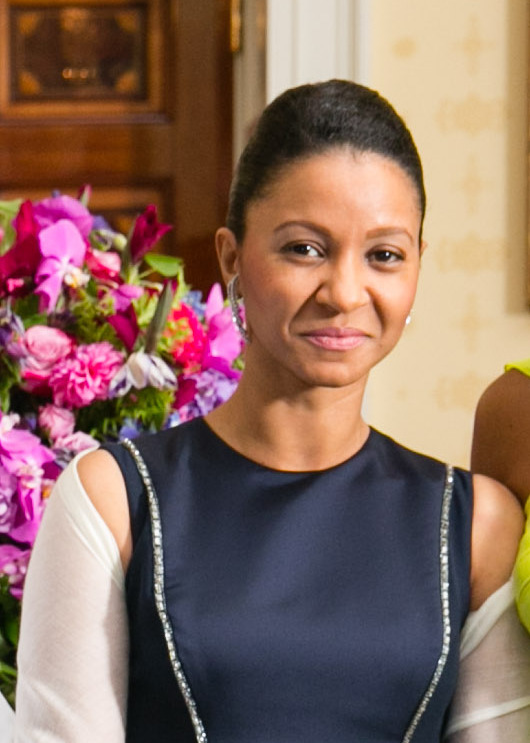
Zineb Jammeh

Zineb Jammeh (* 5. Oktober 1977 in Rabat, geboren als Zineb Soumah) ist die Ehefrau des früheren Staatspräsidenten Yahya Jammeh. Sie ist ehemalige First Lady des westafrikanischen Staates Gambia.

## Leben
Jammeh wurde als Tochter des guineischen Botschafters Ibrahima Soumah († 2002) und einer marokkanischen Mutter, Rhimou el Hassady Soumah (1948–2011), geboren. Soumah war nach Marokko akkreditiert.

### Ausbildung
Zineb Jammeh hat von 1984 bis 1988 in Rabat die Grundschule besucht. Auch in Rabat besuchte sie die weiterführende Schule von 1992 bis 1995. In den Vereinigten Staaten besuchte sie von Juli bis September 1995 einen Englischkurs. An der Schule für Internationales Management und Handel (französisch Ecole Superieure de Gestion Internationale et de Commerce (EGICO-SUP)), die sie von 1995 bis 1997 besuchte, erwarb sie ein Diplom in Internationale Systeme und Management (englisch International Systems and Management).

### First Lady
Im Dezember 1998 heiratete sie (als Zainab Yaya Suma of Rabat) nach muslimischer Tradition den gambischen Staatspräsidenten Yahya Jammeh in Marokko. Aus der Ehe stammen zwei Kinder, eine Tochter (* 2000) und ein Sohn (* 2007). Für Yahya Jammeh ist das die zweite Ehe, nach seiner ersten Ehe mit Tuti Faal Jammeh, von der er sich nach der Eheschließung mit Zineb Jammeh scheiden ließ. Yahya Jammeh heiratete im Oktober 2010 eine weitere Frau, Alima Sallah. Zineb Jammeh blieb First Lady, da nach dem Protokoll der Titel ‚First Lady‘ nur einmal vergeben wird. Im November 2010 begleitete sie ihren Mann nach Saudi-Arabien auf der Pilgerfahrt (Hāddsch).

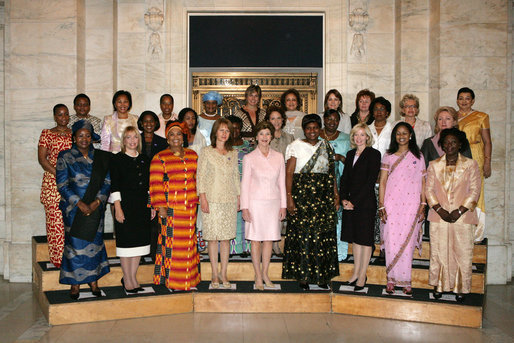
The White House Conference on Global Literacy am 18. September 2006 mit Zineb Jammeh

Sie war Präsidentin der Foundation For Women Socio-Economic Advancement (FOWSEA), einer Tochter der Stiftung Jammeh Foundation for Peace (JFP). Diese Stiftung, deren Präsidentin sie auch war, setzte ihren Schwerpunkt auf die humanitäre Hilfe für Frauen und Kinder, im Besonderen auf den Gesundheitssektor, Bildung, Landwirtschaft und Handel. Zineb Jammeh war Schirmherrin der Aktion „Save-a-Baby“ sowie Schirmherrin des gambischen Chapters des Forum for African Women Educationalists (FAWEGAM). Als ehemalige First Lady war sie Mitglied der African First Ladies Peace Mission. 2006 war sie Gastgeberin der Generalversammlung der Organisation of African First Ladies Against Aids (OAFLAA), die zeitgleich mit Gipfeltreffen der Afrikanischen Union (englisch AU Summit) in Banjul stattfand.
Des Weiteren übernahm sie zahlreiche offizielle Auftritte im Bereich Gesundheitswesen, Frauenpolitik und Bildung.
Am Weltkindertag (englisch International Children's Day of Broadcasting) 2006 führte Jammeh zusammen mit ihrer Tochter Mariam beim Gambia Radio & Television Services (GRTS) durch das Programm des Senders. Dafür erhielt die GRTS 2007 die regionale Auszeichnung für West- und Zentralafrika (englisch International Children's Day of Broadcasting (ICDB), regional award) des Kinderhilfswerks der Vereinten Nationen (UNICEF), wobei lobend die Teilnahme Jammehs erwähnt wurde.

### Exil
Nachdem ihr Mann die Präsidentschaftswahl 2016 gegen Adama Barrow verloren hatte und das Regierungsamt nur auf massiven internationalen Druck hin abgegeben hatte, flog sie mit ihrem Mann am 21. Januar 2017 nach Äquatorialguinea, wo sie gemeinsam mit ihrem Mann vom autoritär regierenden Staatschef Teodoro Obiang Nguema Mbasogo aufgenommen wurden.
Im September 2019 wurden die Ergebnisse der Janneh Commission, eines von der Regierung Barrow eingesetzten Untersuchungsausschusses zur Ermittlung der finanziellen Aktivitäten Jammehs, veröffentlicht. Demnach habe sie sich über ihre Stiftung öffentliche Geldern in Höhe von 3,3 Millionen Dalasi und 2 Millionen US-Dollar angeeignet.

## Auszeichnungen
- 2006 – Order of the Republic of The Gambia, Grand Officer (GORG)[25]
- 2007 – International Children's Day of Broadcasting (ICDB), regional award für die GRTS unter Mitwirkung von Zineb Jammeh
- 2016 – July 22nd Revolution Award[26]